# پری جو (آلبوم)
پری جو نام دومین آلبوم داوود سرخوش می‌باشد که در سال ۲۰۰۱ از لندن پخش شد. پری جو نامی دخترانه در افغانستان می‌باشد. این آلبوم دارای ۱۰ ترانه می‌باشد که یک ترانه آن به زبان پشتو خوانده شده‌است. این آلبوم از زمان پخش تا اکنون بیش از ۲۰۰۰ نسخه فروش داشته‌است.
به جز یک شعر پشتو و قسمت اول ترانه نگارا همه اشعار، آهنگسازی توسط خود داوود سرخوش انجام شده‌است.

## فهرست آهنگ‌ها
این آلبوم شامل ده ترانه می‌باشد و یک ترانه آن به زبان پشتو خوانده شده‌است.
| ردیف | آهنگ          | مدت  |
| ۰۱   | پری جو        | ۵:۰۱ |
| ۰۲   | یار سر بازار  | ۵:۴۹ |
| ۰۳   | دیدمش         | ۶:۴۸ |
| ۰۴   | نگارا         | ۵:۱۹ |
| ۰۵   | گلالی (پشتو)  | ۴:۴۱ |
| ۰۶   | زمانه         | ۵:۵۳ |
| ۰۷   | افغانی افغانی | ۵:۱۰ |
| ۰۸   | مسلمانا       | ۶:۰۰ |
| ۰۹   | دو نیمه سیب   | ۴:۲۵ |
| ۱۰   | اَ بابهٔ        | ۵:۱۳ |

## همکاران
- هارمونی: حاجی حنیف
- کیبورد: اظهر حسین
- طبل: استاد ولی
- گیتار: یاسر حسین
- رباب: دین محمد ساقی
- استدیو: شاداب استودیو
- پخش: هزاره جات موزیک؛ کویته پاکستان
- ارنج: هادی و محمد اشرف سهرابی.